# Бадъёль (приток Большого Ырыма)
Бадъёль (Вадь-Ёль) — река в России, протекает по Республике Коми. Устье реки находится в 5 км по правому берегу реки Большой Ырым. Длина реки составляет 11 км.

## Данные водного реестра
По данным государственного водного реестра России относится к Двинско-Печорскому бассейновому округу, водохозяйственный участок реки — Вычегда от истока до города Сыктывкар, речной подбассейн реки — Вычегда. Речной бассейн реки — Северная Двина.
Код объекта в государственном водном реестре — 03020200112103000014213.

## Этимология
Бадъёль означает «ивовый ручей». От бадь «ива», ёль «лесной ручей».